# Василенки (Сернурський район)
Васи́ленки (рос. Василенки, марій. Васли почиҥга) — присілок у складі Сернурського району Марій Ел, Росія. Входить до складу Казанського сільського поселення.

## Населення
Населення — 49 осіб (2010; 55 у 2002).
Національний склад (станом на 2002 рік):
- марі — 100 %